# 达夫·吉布森
达夫·吉布森（英語：Duff Gibson，1966年8月11日—），加拿大男子钢架雪车运动员。他曾代表加拿大参加2002年和2006年冬季奥林匹克运动会钢架雪车比赛，其中2006年奥运会获得一枚金牌。